# 中野栄美子
中野 栄美子（なかの えみこ、1967年6月2日 - ）は、近畿地方を拠点に活動している日本のタレント、エコロジスト、フリーアナウンサー。NPO法人カーボンシンク代表。松竹芸能所属（退所）。Aカンパニー所属。

## 来歴
滋賀県出身。大阪学院短期大学卒業、龍谷大学大学院政策学研究科修士。
短大を卒業後、1988年から1994年まで京都丸紅（丸紅の子会社）に勤務。同社在職中にKBS滋賀のラジオカーリポーターをしていたことがあり、それをきっかけにタレントに転身。退社翌年の1995年に松竹芸能に所属する。
タレントに転身してからは、主にリポーターやラジオパーソナリティとして活動。エフエム滋賀 (E-Radio → e-radio) のパーソナリティを1996年の開局時から務めていた。会合や式典の司会も務めていることから、媒体によってはアナウンサーとして紹介されることもある。
環境問題に強い関心を持ち、1997年に滋賀県立大学の社会人聴講生となって以来、滋賀県の環境保全活動に取り組んでいる。滋賀大学による環境学習支援士の資格も取得している。
途中、2013年から2016年まで日本を離れ、アラブ首長国連邦で生活していたことがある。

## 出演

### テレビ番組
- おはようびわこ（びわ湖放送）
- おはよう朝日です（朝日放送）
- おはよう発信基地（朝日放送）
- リビドーの乱（朝日放送）
- たかしのぶっちゃけ万歩（KBS京都）[9]
- ニュースDE散歩（ZTV）
- フレッシュ！びわドロップ（ZTV、 - 2013年6月）[10]

### ラジオ番組
- とびだせ!白銀（MBSラジオ）
- SATURDAY SHIGA COUNT DOWN SHOW（E-Radio → e-radio）[2]
- 湖岸通り77番地（E-Radio → e-radio、2000年10月 - 2008年3月） - 同番組内で放送の『コガナナおひるねっとステーション』のパーソナリティも兼務[2]。
- ナナイロ（e-radio、2008年4月 - 2009年9月）
- 日曜夕方サザエのつぼやき（KBS京都ラジオ、2009年10月 - 2010年6月）
- 元気な「滋賀の農業」広め隊（e-radio、2012年12月 - 2013年3月）[11][12]